# Borysthenia juxi
Borysthenia juxi is een uitgestorven slakkensoort uit de familie van de Valvatidae. De wetenschappelijke naam van de soort werd voor het eerst geldig gepubliceerd in 1979 door Schlickum en Strauch.